# Parc provincial de Butter Pot
Le parc provincial de Butter Pot (anglais : Butter Pot Provincial Park) est un parc provincial de Terre-Neuve-et-Labrador situé à 36 km au sud-ouest de Saint-Jean de Terre-Neuve. Il a été nommé d'après la colline proéminente du site (Colline Butter Pot, 303 m). Ce parc de 28 km2 a été créée en 1958 et est géré par le ministère de l'Environnement et de la Conservation.